# Zwartvoetboomkikker
De zwartvoetboomkikker, ook wel vliegende boomkikker van Wallace (Rhacophorus nigropalmatus) is een kikker uit de familie schuimnestboomkikkers (Rhacophoridae). De soort werd voor het eerst wetenschappelijk beschreven door George Albert Boulenger in 1895. Het is een van de soorten boomkikkers die een stukje kan zweven, en wordt ook wel vliegende kikker genoemd.

## Algemeen
Deze soort lijkt sterk op de Maleise vliegende boomkikker (Rhacophorus reinwardtii), maar deze laatste heeft meestal blauwe zwemvliezen en blijft iets kleiner. De zwartvoetboomkikker heeft veelal kleinere en oranje tot geel omrande zwarte vlekken op de poten in plaats van geheel blauw, de buik is geler van kleur. De rugkleur is meestal lichtgroen, maar de poten en grote lange tenen en de keel en buik zijn oranje tot geel. De grote ogen hebben een horizontale pupil en kunnen oranje tot geel zijn en soms grijs. De maximale lichaamslengte is ongeveer 10 centimeter.

## Verspreiding en habitat
De zwartvoetboomkikker komt voor in delen van Zuidoost-Azië en leeft in de landen Thailand, Indonesië en op het eiland Borneo dus Maleisië. De habitat bestaat uit dichte en vochtige regenwouden in bergachtige gebieden

## Zweefvermogen
De vliezen tussen de tenen en vingers van kikkers worden zwemvliezen genoemd. De vliezen aan de poten van de kikker dienen bij deze soort niet om te zwemmen maar als zweeforgaan zodat de kikker na een sprong een stukje kan zweven. De enorme vliezen tussen de tenen van alle vier de poten worden na een sprong uitgeklapt door de luchtdruk en werken als vier kleine parachutes; de kikker kan zo tot wel 15 meter zweven. De wouden waar deze soort leeft zijn zo dichtbegroeid dat de wind geen rol speelt en zo kan van tak naar tak gesprongen worden.

## Voortplanting
In de paartijd maken de vrouwtjes een vloeistof aan die ze tot schuim kloppen waarna er eitjes in worden gelegd die door het mannetjes worden bevrucht. De larven ontwikkelen zich niet helemaal in het nest; het is alleen een kraamkamer die uiteenvalt als de kikkervisjes eruit gekropen zijn. Deze schuimnesten worden altijd boven water gehangen waar de larven zich verder ontwikkelen.